# 1981 v loďstvech
Tento článek obsahuje významné události v oblasti loďstev v roce 1981.

## Lodě vstoupivší do služby
- Březen –  Achimota (P28) a Yogaga (P29) – hlídkový člun třídy Achimota

- 7. března –  Almirante Brión (F-22) – fregata třídy Lupo

- 21. března –  HMAS Canberra (FFG 02) – fregata třídy Adelaide

- 21. března –  HMS Splendid (S106) – ponorka třídy Swiftsure

- 28. března –  USS Bremerton (SSN-698) – ponorka třídy Los Angeles[1]

- 24. dubna –  USS San Francisco (SSN-711) – ponorka třídy Los Angeles[2]

- 15. května –  HMS Brilliant (F90) – fregata Typu 22 Broadsword

- 16. května –  USS Jacksonville (SSN-699) – ponorka třídy Los Angeles[3]

- 21. května –  LÉ Aisling (P23) – oceánská hlídková loď třídy Emer

- 16. června –  Dupleix (D 641) – torpédoborec třídy Georges Leygues

- 27. června –  USS Kidd (DDG-993) – torpédoborec stejnojmenné třídy

- 1. července –  ARA Santísima Trinidad – torpédoborec třídy Sheffield

- 8. července –  Vindhjafiri (F-38) – fregata třídy Nilgiri

- 18. července –  USS Dallas (SSN-700) – ponorka třídy Los Angeles[4]

- 7. srpna –  General Urdaneta (F-23) – fregata třídy Lupo

- 29. srpna –  USS Callaghan (DDG-994) – torpédoborec třídy Kidd

- 4. září –  Aradu (F89) – fregata typu MEKO

- 30. září –  USS La Jolla (SSN-701) – ponorka třídy Los Angeles[5]

- 16. října –  Olfert Fischer (F355) – fregata třídy Niels Juel[6]

- 24. října –  USS Scott (DDG-995) – torpédoborec třídy Kidd

- 31. října –  HMS Southampton (D90) – torpédoborec Typu 42 Sheffield

- 11. listopadu –  USS Ohio (SSGN-726) – ponorka třídy Ohio[7]

- 4. prosince –  General Soublette (F-24) – fregata třídy Lupo

- 15. prosince –  Premier-Maître L'Her (F 792) – fregata třídy D'Estienne d'Orves

- 19. prosince –  USS Phoenix (SSN-702) – ponorka třídy Los Angeles[8]